# Louis Williquet
Pierre Louis Florent Williquet (* 2. Juli 1894 in Lüttich; † 4. Februar 1937 in Brüssel) war ein belgischer Gewichtheber.

## Erfolge
Louis Williquet startete bei den Olympischen Spielen 1920 in Antwerpen im Leichtgewicht bis 67,5 kg. In dem zwölf Teilnehmer umfassenden Starterfeld gelang es ihm mit 240,0 kg gestemmtem Gesamtgewicht das zweitbeste Resultat zu erzielen, sodass er hinter dem siegreichen Esten Alfred Neuland, der mit 257,5 kg Olympiasieger wurde, und vor seinem Landsmann Georges Rooms mit 230,0 kg die Silbermedaille gewann.
Williquet gehörte in den 1920er- und 1930er-Jahren zu Belgiens besten Gewichthebern. 1920 und 1921 gewann er die belgischen Meisterschaften im Leichtgewicht, 1923 und 1927 sicherte er sich bei den Meisterschaften jeweils den Titelgewinn im Mittelgewicht. Der gebürtig aus Lüttich stammende Williquet zog zu einem späteren Zeitpunkt nach Brüssel um, wo er bis zu seinem Tod 1937 im Alter von 42 Jahren eine Trainingshalle betrieb.